# Artaxes I d'Armènia
Artaxes I o Artàxias - en armeni Artašēs - (? - ~159 aC) va ser rei d'Armènia del 190/189 al 159 aC i abans estrateg-sàtrapa des de potser el 210/201 aC al 189 aC. Incorporat el regne d'Armènia pels selèucides després del 212 aC, Artaxes el va conquerir contra l'oposició d'Orontes IV abans del 200 aC i el 200 aC Artàxias o Artaxes va ser nomenat sparapet (estrateg o sàtrapa). En aquest moment hi havia al país 120 senyors locals (nakharark) o reietons.

## Origen i capital
El seu nom a les inscripcions apareix com Mlk Rwndkn (o Mlk Rwnd) que vol dir "Rei Orontida" i es reclamava de l'antic llinatge dels Orontides. Inscripcions en arameu descobertes a Siunik (Siunia) diuen que era fill de Zariadres de la dinastia orontida; fins i tot a vegades és agregat directament a aquesta dinastia. Segons Moisès de Khorèn, s'hauria casat a una filla del rei dels alans, Satenik, que li hauria donat sis fills: Artavazdes I, Vruyr, Mazhan, Zariadrès, Tiran i Tigranes.
Cap a l'any 190 aC, per consell d'Hanníbal Barca, va fundar una nova capital a la qual va donar el seu nom, Artàxata («joia d'Artàxies»), a la riba de l'Araxes.

## Regnat
Primer general (stratēgós) d'Antíoc III el Gran, devia agafar el títol reial el 189 aC després de la derrota selèucida a la batalla de Magnèsia, a Magnèsia del Sipilos el 191 aC, o almenys va actuar com a rei i va demanar l'aliança romana que li va ser concedida; un altre governador selèucida i possible parent, anomenat com el seu pare Zariadres o Zariadris, va fer el mateix a Sofene. Els dos nous reis es van aliar per conquerir les regions properes poblades per armenis; en el cas d'Artàxias, les conquestes a partir de la vall de l'Araxes es van fer principalment a costa del Regne d'Ibèria i de l'Mèdia Atropatene. Després del Tractat d'Apamea el 188 aC el senat romà el va reconèixer com a rei i posteriorment es van conquistar territoris: a l'est i sud-est va conquerir l'Atropatene, la Caspiene (segurament Mughan), la Fauene (possiblement la regió entre Djulfa i Khoï) i la Basoròpeda (probablement Baspracània); al nord la Gogarene (Gugarq, al nord del llac Sevan fins a Lori) i (segons Estrabó) la Khorzene o Khorzanene; al nord-oest els països de les tribus georgianes (pòntiques) dels Calibis (Khalibis), Mosinecs (Mosynekhes) i algun altra, la Karenitida (Karin), el país d'Erzerum i la Derxene (Derdjan o Terdjan).
A nivell intern del regne, va promoure la delimitació (cadastre) de la propietat, i va fer una política d'integració lingüística. Moisès de Khorèn esmenta també que va construir un temple (mehean) a Artàxata on va portar estàtues d'Àrtemis, l'armènia Anahit. Va emetre monedes que portaven una àliga al cim d'una muntanya que seria l'Ararat un lloc de culte sagrat.
Va marcar la seva independència amb relació a Roma donant asil a Hanníbal quan aquest, que es va refugiar a la cort selèucida després de la batalla de Zama, es trobava insegur. Cap al 165 aC, Artàxias va ser derrotat pel rei selèucida Antíoc IV; fet presoner, no va recobrar la llibertat fins que no va reconèixer la sobirania selèucida. Poc abans de morir va intentar repartir-se la Sofene amb Capadòcia (Ariarates V) a la mort de Zariadris però el rei capadoci va refusar a canvi d'obtenir Tomisa del rei de Sofene. També va encoratjar la revolta del sàtrapa Timarc a Mèdia. Va regnar fins potser el 159 aC. Segons Moisès de Khorèn, les obsequies d'Artàxias es van acompanyar de la mort voluntària de les seves esposes, concubines i servidors.
A la seva mort cap al 159 aC el va succeir el seu fill Artavasdes I d'Armènia o be el seu fill Tigranes I.